# Genauso... aber anders
Genauso... aber anders (portugiesischer Originaltitel: Tudo Igual… SQN!) ist eine brasilianische Jugend-Dramedy-Serie, die von Cinefilm für die Walt Disney Company umgesetzt wurde. Die Serie basiert auf dem Jugendroman Na porta ao lado der brasilianischen Schriftstellerin Luly Trigo. In Brasilien fand die Premiere der Serie am 25. Mai 2022 auf Disney+ statt. Im deutschsprachigen Raum erfolgte die Erstveröffentlichung der Serie durch Disney+ am 20. Juli 2022.

## Handlung
Für Carol bricht schon bald eine Zeit großer Veränderungen an. Nichtsahnend bereitet sie sich zusammen mit ihren Freundinnen auf das kommende Schuljahr vor, genießen den Strand und verbringen eine schöne, gemeinsame Zeit in ihrer Heimat Rio de Janeiro. Jedoch haben sie nicht erwartet, dass ihre Freundschaft im neuen Schuljahr grundlegend auf die Probe gestellt wird. Carol muss sich mit der Hochzeit ihrer Mutter, mit ihrem künftigen Stiefvater, der auch ihr Lehrer ist, ihrem unerträglichen fast Stiefbruder, der in dieselbe Klasse geht, und mit den Problemen ihrer Freunde herumschlagen. Außerdem lernt sie ihre erste große Liebe kennen und muss sich den persönlichen Problemen ihrer Freundinnen Beta, Trix, Pri und Amanda stellen.

## Besetzung und Synchronisation
Die deutschsprachige Synchronisation entstand nach den Dialogbüchern von Andreas Pollak und der Übersetzung von Philipp Diepmans unter der Dialogregie von Navid Abri durch die Synchronfirma Interopa Film in Berlin.
| Rolle                      | Schauspieler        | Synchronsprecher     |
| -------------------------- | ------------------- | -------------------- |
| Carolina „Carol“           | Gabriella Saraivah  | Nina Schatton        |
| Carolina „Carol“ (8 Jahre) | Giovana Sabadin     | Ella Refle           |
| Beta                       | Ana Jeckel          | Samina König         |
| Beta (8 Jahre)             | Isabella Ludmylla   | Smila King           |
| Beatriz „Trix“ de Souza    | Duda Matte          | Clara Drews          |
| Amanda Torino              | Clara Buarque       | Zalina Sanchez Decke |
| Priscila „Pri“             | Guilhermina Libanio | Isabella Vinet       |
| Bruno „Bru“                | Guthierry Sotero    | Oskar Hansch         |
| Bernardo                   | Ronald Sotto        | Finn Posthumus       |
| Tomás Araújo               | Daniel Botelho      | Tom Ferenc           |
| Carlos Araújo              | Kiko Pissolato      | Stefan Bräuler       |
| Beth                       | Miá Mello           | Andrea Cleven        |
| Martha                     | Einat Falbel        | Heide Domanowski     |
| Fabrício                   | João Vitti          | Frank Röth           |
| Alex Fernandes             | Gabriel Falcão      | Jonas Lauenstein     |
| Jorge                      | Nando Brandão       | David Brizzi         |
| Marlene                    | Frida Takts         | Judith von Radetzky  |
| Miriam                     | Clarisse Abujamra   | Frauke Poolman       |
| Igor                       | Bruno Peixoto       | Domenic Redl         |
| Diego                      | Gustavo Galego      | David Kunze          |
| Nicolas                    | Gabriel Moura       | Nicolas Rathod       |
| „Der Gym Boy“              | Diego Kropotoff     | Vincent Borko        |
| „Der Surfer Boy“           | Juliano Lobreiro    | Simon Kunze          |
| „Der Aktivismus Boy“       | Danilo Neves        | Luca Kämmer          |
| Zeca                       | Beto Militani       | Robert Glatzeder     |
| Luly Trigo                 | Luly Trigo          | Viola Müller         |
| Midria                     | Midria              | Julia Bautz          |

## Episodenliste

### Staffel 1
| Nr. (ges.) | Nr. (St.) | Deutscher Titel           | Originaltitel                 | Erstveröffentlichung (Brasilien) | Deutschsprachige Erstveröffentlichung (D/A/CH) |
| ---------- | --------- | ------------------------- | ----------------------------- | -------------------------------- | ---------------------------------------------- |
| 1          | 1         | Beste Freundinnen         | É Só Mais Um Ano... SQN!      | 25. Mai 2022                     | 20. Juli 2022                                  |
| 2          | 2         | Liebe und andere Probleme | Vai Dar Tudo Certo... SQN!    | 25. Mai 2022                     | 20. Juli 2022                                  |
| 3          | 3         | Beta und Tomás            | É Só Amizade... SQN!          | 25. Mai 2022                     | 20. Juli 2022                                  |
| 4          | 4         | Das große Event           | Deu Tudo Errado... SQN!       | 25. Mai 2022                     | 20. Juli 2022                                  |
| 5          | 5         | Das erste Date            | As Melhores Escolhas... SQN!  | 25. Mai 2022                     | 20. Juli 2022                                  |
| 6          | 6         | Der Vertrauensbruch       | Sem Segredos... SQN!          | 25. Mai 2022                     | 20. Juli 2022                                  |
| 7          | 7         | Wahre Freunde             | Amigas Para Sempre... SQN!    | 25. Mai 2022                     | 20. Juli 2022                                  |
| 8          | 8         | Die Vergangenheit         | Completamente Perdida... SQN! | 25. Mai 2022                     | 20. Juli 2022                                  |
| 9          | 9         | Pyjama-Party              | A Poeira Baixou... SQN!       | 25. Mai 2022                     | 20. Juli 2022                                  |
| 10         | 10        | Bittere Wahrheiten        | É o Fim... SQN!               | 25. Mai 2022                     | 20. Juli 2022                                  |

### Staffel 2
| Nr. (ges.) | Nr. (St.) | Deutscher Titel                             | Originaltitel                       | Erstveröffentlichung (Brasilien) | Deutschsprachige Erstveröffentlichung (D/A/CH) |
| ---------- | --------- | ------------------------------------------- | ----------------------------------- | -------------------------------- | ---------------------------------------------- |
| 11         | 1         | Alles wird gut… oder auch nicht.            | Vai Ficar Tudo bem… SQN!            | 27. Sep. 2023                    | 27. Sep. 2023                                  |
| 12         | 2         | Alles ist unter Kontrolle… oder auch nicht  | Tudo sob Controle... SQN!           | 27. Sep. 2023                    | 27. Sep. 2023                                  |
| 13         | 3         | Niemand wird verletzt… oder doch!           | Ninguém vai se Machucar… SQN!       | 27. Sep. 2023                    | 27. Sep. 2023                                  |
| 14         | 4         | Ehrlichkeit zuerst… oder auch nicht!        | Sinceridade em Primeiro Lugar… SQN! | 27. Sep. 2023                    | 27. Sep. 2023                                  |
| 15         | 5         | Nur eine Liebesgeschichte… oder auch nicht! | Só Romance… SQN!                    | 27. Sep. 2023                    | 27. Sep. 2023                                  |
| 16         | 6         | Das erste Mal… oder auch nicht!             | Primeira vez... SQN!                | 27. Sep. 2023                    | 27. Sep. 2023                                  |
| 17         | 7         | Perfekter Geburtstag… oder auch nicht!      | Aniversário Perfeito… SQN!          | 27. Sep. 2023                    | 27. Sep. 2023                                  |
| 18         | 8         | Ende gut, alles gut… oder auch nicht!       | No Final Tudo Fica bem… SQN!        | 27. Sep. 2023                    | 27. Sep. 2023                                  |